# Nabis de Esparta
Nabis (en griego antiguo: Νάβις) fue rey de Esparta desde 207 a. C. hasta 192 a. C., durante los años de la primera y segunda guerra macedónica y la Guerra contra Nabis. Después de tomar el trono por la ejecución de dos reclamantes, comenzó a reconstruir el poder de Esparta. Durante la segunda guerra macedónica, tomó partido por el rey Filipo V de Macedonia y, a cambio recibió la ciudad de Argos. Sin embargo, al ver que la guerra no iba bien para Filipo, cambió de nuevo sus alianzas, realineándose con Roma. Después de la guerra, los romanos instados por la Liga Aquea atacaron a Nabis y lo derrotaron en la Guerra contra Nabis. Fue asesinado en 192 a. C. por la Liga Etolia y fue el último gobernante independiente de Esparta. Representó a la última fase del periodo reformista de Esparta.

## Vida

### Rey de Esparta
Hijo de Demarato, probable miembro de la familia real de los Euripóntidas, Nabis vino al mundo en un momento en que Esparta, antigua polis hegemónica, atravesaba un período de decadencia. Sucedió al tirano Macánidas, derrotado en 207 a. C. por Filopemen de Megalópolis, como tutor del joven rey Pélope, y tras la casi inmediata muerte de este, que la tradición le achacó, se hizo proclamar único rey. Su situación fue un tanto irregular, pues Nabis no respetó la tradicional diarquía espartana y la legitimidad de su título fue puesta en duda. Nabis reivindicó esa legitimidad, especialmente en sus monedas, y rechazó la calificación de tirano en un discurso dirigido a Flaminino que le atribuía Tito Livio. Los historiadores antiguos -hostiles al espartano- lo calificaban de «tirano», pero una inscripción del santuario de Delos le concedía el título de rey.
Nabis tuvo el apoyo del pueblo, que se oponía a los grandes nobles que controlaban el poder en beneficio propio, y para su protección acrecentó el ejército mercenario espartano. Su mayor y más urgente necesidad era un caudal constante de dinero: dinero para sus mercenarios y su guardia cretense, y para los gastos del culto y de la administración. Para obtener el dinero, Nabis no dudaba en recurrir a la tortura. Polibio menciona incluso una rocambolesca estratagema sobre un maniquí asesino modelado para semejarse a la reina.
Continuó con las reformas iniciadas por Agis IV y Cleómenes III, pero con una radicalidad mucho mayor, que llevó a una verdadera revolución social: arrebató a las clases elevadas sus propiedades y las repartió entre el pueblo llano, abolió las deudas. Manumitió a todos los esclavos (duloi) y les dio en matrimonio a las mujeres y las hijas de sus amos exiliados. Incorporó al censo de ciudadanos a los esclavos liberados y a sus mercenarios, a los que concedió tierras. La idea de fondo era siempre la misma: incrementar el cuerpo político y restablecer la igualdad en la posesión de tierras. 
Con ello obtuvo un inmenso apoyo popular, y la revolución de Nabis se acompañó de la implantación de una tiranía con sus instituciones típicas de este régimen: guardia de corps formada por mercenarios extranjeros (cretenses y tarentinos), régimen de terror y una política de prestigio. Nabis se aplicó de inmediato a restaurar el poderío militar y la hegemonía espartana, empezando por crear una marina, realizando donaciones al santuario de Delos y construyendo las primeras murallas en Esparta.
En cuestiones de política interna, convocaba a la asamblea del pueblo, pero hacía que sus mercenarios la vigilaran. Por otra parte, se desembarazó del control de los éforos y de la gerusía.

## Política exterior
Bajo Nabis Esparta recuperó un papel de importancia entre las ciudades-Estado griegas, haciéndose con buena parte de Laconia. Por el Tratado de Fénice de 205 a. C., Nabis se declaró aliado de Roma y enemigo de Macedonia, lo que le valió el odio del resto de las ciudades griegas, aliadas o sometidas a la hegemonía macedonia. En 204 a. C. entró en conflicto con la Liga Aquea a causa de un litigio con Megalópolis, y a partir de 202-1 el conflicto se extendió, al invadir Mesenia, que cayó antes Nabis. Sin embargo, los mesenios pidieron ayuda a los aqueos, y los espartanos se vieron obligados a retirarse ante la llegada del ejército de Filopemen. Sus tropas fueron derrotadas en Tegea, y el expansionismo espartano tuvo que ceder por un tiempo.

Mapa de Grecia y del mar Egeo a comienzos de la segunda guerra macedónica.

Filopemen fue nombrado estratego de la liga Aquea, pero Nabis fue capaz de mantener sus posiciones y se aplicó a formar una flota de guerra a partir de piratas cretenses y periecos de las poblaciones costeras. Al aliarse la Liga Aquea con los romanos, en 197 a. C. Nabis se alió con Filipo V de Macedonia, y logró sacar ventaja de la guerra que enfrentaba a romanos y macedonios, obteniendo Esparta del antigónida la ciudad de Argos de Filipo, a pesar de que había afirmado que no quería entrar en Argos sino con el acuerdo de sus habitantes. Nabis también introdujo su revolución social, haciendo votar la abolición de las deudas y la redistribución de tierras. La expansión territorial se acompañó, pues, de un cambio social revolucionario. Sin embargo, al ver que la guerra no iba bien para Filipo, cambió de nuevo sus alianzas, realineándose con Roma, que lo reconoció como rey, y como amigo y aliado del pueblo romano.

## Guerra con Roma
El creciente poder espartano inquietaba a los aqueos, quienes, aprovechando la declaración de la libertad griega por parte de Tito Quincio Flaminino (196 a. C.), forzaron a los romanos a declarar la guerra a Nabis, al negarse éste a devolver Argos a la Liga Aquea. Se formó una coalición de la que formaron parte los aqueos, atenienses, el rey de Pérgamo y los etolios En la llamada Guerra contra Nabis, la técnica de la liberación era siempre la misma: el ejército coaligado, secundado por los exiliados, se presentaba ante la ciudad que había que liberar y contaba con elementos sediciosos en el interior que le abrieran las puertas y evitaran el enfrentamiento. Pero en Argos la sedición fue sofocada, y Flaminino renunció a tomar la ciudad para dirigirse a Esparta y capturar a Nabis en su propia casa.
Tito Livio relata cómo se produjo la ocupación de Gitión mediante la acción conjunta de las flotas de Pérgamo, Rodas y Roma y del ejército de tierra, lo que privó a Nabis de su flota. Sin embargo, una vez más, Flaminino renunció al asalto final: el espartano Pitágoras incendió las casas situadas junto a las murallas, lo que provocó la desbandada de los asaltantes. Nabis se rindió a los romanos en 195, viéndose obligado a aceptar la paz que le impuso Flaminino.. Privado de cualquier posibilidad de acción exterior, permaneció en Esparta, pero perdió Argos y una parte del territorio de los periecos, así como la flota. De todas formas, seguía conservando una pequeña porción del territorio laconio, que le permitía el acceso al mar. La resistencia de Esparta durante el asedio del año 195 y el hecho de que Nabis contara en Esparta con 2000 argivos, hace pensar que una parte de la población de estas ciudades no le era hostil.

## Recuperación y muerte
Al marcharse los romanos, Nabis emprendió la construcción de nuevas fortificaciones para Esparta, reocupó el sur de Laconia (193 a. C.) y se apoderó nuevamente de Gitión, derrotando a la flota aquea en una pequeña batalla naval (192 a. C.), pero fue derrotado por Filopemen, que llegó de nuevo ante los muros de Esparta. Filopemen devastó los alrededores de la | antes de retirarse, salvándose Nabis de ser destronado gracias a la intervención romana. A pesar de ello, ese mismo año se alió con Antíoco III de Siria contra Roma y los aqueos. Contaba con el apoyo militar de la Liga Etolia, que mandó a Esparta un contingente de mil infantes y trescientos jinetes, pero el tirano fue traicionado y asesinado por Alexameno, un oficial etolio que trató sin éxito de someter Esparta a la Liga Etolia. Un alzamiento popular lo impidió.
Con la muerte de Nabis, los aqueos despacharon a Filopemen para hacer una demostración de fuerza, obligando a Esparta a unirse a la Liga Aquea. Acabaron así la monarquía y el poder espartanos.